# Mo, Östersunds kommun
Mo är en by, sedan 2015 klassad som en småort, i Lits distrikt (Lits socken) i Östersunds kommun, Jämtlands län (Jämtland). Byn ligger vid europaväg 45, cirka sex kilometer söder om tätorten Lit. Söder om byn finns en sjö som heter Mosjön.